# Janovici
Janovici či Janovicové byli starý český rozrod. Obec a zámek Vrchotovy Janovice (Herbortovy Janovice) u Sedlčan pak odvozuje od Janoviců své jméno. Dosud existuje již jenom v rodě Kolowratů.

## Historie
První předek se objevuje ve 13. století Kunrát z Janovic a podle autora tzv. Dalimilovy kroniky je původcem rodu legendární Vlastislav, kníže Lucký. Od něho též někteří historici (již František Palacký, dále Jaroslav Čechura, Berthold hrabě Waldstein-Wartenberg či Jiří Jurok) připomínají i alternativní jméno rozrodu a to Vlastislavci. Toto označení se ale běžně nepoužívá a není ani příliš známé, na první pohled tak vyhrálo označení Janovici.
Nejstarší členové z rozrodu Janoviců jsou připomínáni v listinách již na počátku 13. století. Jedním z prvních byl kupř. pan Jan (1224) - od něhož zřejmě vzniklo (v 19. století) moderní pojmenování - tj. Janovici či Janovicové. To používali a používají dodnes významní historici jako František Palacký, August Sedláček, Josef Janáček nebo Jiří Kovařík ad.
K rozrodu Janoviců patří proslulí páni z Kolowrat (jako jediní žijící potomci), významní středověcí páni z Janovic, páni z Vimperka (před rokem 1263 založen ) nebo rytíři Čejkové a Dvořečtí či Podolští z Olbramovic, rytíři Zručtí z Chřenovic či rytíři a pozdější hrabata Žďárští ze Žďáru. Všechny tyto rody nosily původně v erbu stejnou polcenou orlici.
Sporné je, zda mezi ně patřili i významní (vymřelí) středověcí páni ze Žirotína a páni z Adlaru nebo Jankovští z Vlašimi. Tyto rody totiž užívaly odlišný erb černé orlice (navíc i položené ve štítě na pokos), ale to mohlo být záměrem, pro výraznější rozlišení jednotlivých rodových větví a jejich orlic (podobně, jako tomu bylo v případě rozmanitých změn a úprav erbu lva v jednotlivých liniích rozrodu Markvarticů).
Rod Janovských z Janovic (zcela odlišného erbu) však rozhodně nepatřil do rozrodu Janoviců, zde jde pouze o shodu jmen (přídomku).
Mezi majetek Janoviců patřil také například Jenštejn, Kunžvart, Mukařov, Petrohrad či Vysoký Chlumec.

## Erb
Pro všechny Janovice byla původním společným erbovním znamením stříbrno-červená polcená orlice v modrém štítě. Na prsou má tato orlice zlatou sponu-pružinu (tzv. perisonium), která je ukončena na obou stranách trojlístkem. Orlice nebyla původně korunovaná, ale od počátků měla pařáty, zobák a prsní pružinu zlatou. Efektní a poměrně jednoduché znamení se udržovalo po staletí a svědčí o rodové starobylosti. Avšak (především) během 17. a 18. století docházelo k polepšením tohoto erbu u některých janovických rodů a tím i ke změnám tohoto prostého erbu. Tak došlo na změny např. u rodu hrabat Kolowratů (a to dokonce mnohonásobné, neboť Kolowraté žili v několika významných liniích, z nichž každá se ráda od příbuzných nějak odlišila) či u hraběcí linie Čejků z Olbramovic, menších změn došel erb v první polovině 17. století i u hrabat ze Žďáru.

## Příbuzenstvo
Spojili se se Slavaty z Chlumu a Košumberka a od středověku s řadou významných panských i rytířských českých a moravských rodin. Později (především od 16. století) docházelo k svazkům i se šlechtickými rodinami cizího původu.